# Семитский корень
Семи́тский ко́рень (ивр. שוֹרֶש‎ шо́реш; араб. جذر‎ jiðr; сир. ܫܪܫܐ ше́ршо; амх. ሥር sɨr) в семитских языках отличается тем, что состоит из набора согласных звуков, называемых «корневыми буквами». Для образования слов к корню присоединяются определённые сочетания гласных и служебных (некорневых) согласных, несущих морфологическое значение. Эти сочетания называются «словообразовательными моделями» (משקל‎ мишкаль — «вес»; وزن‎ wazn — «вес»). Вследствие этого в некоторых семитских языках невозможно как сочетание 3 согласных подряд, так и наличие 2 согласных подряд в начале слова за некоторыми исключениями.
Бо́льшая часть корней в семитских языках — 3-буквенные, имеется также некоторое число 2-буквенных, лишь в отдельных случаях корень состоит более чем из 3 букв.

## 3-буквенный корень
3-буквенный (или 3-согласный) корень включает в себя 3 согласных звука. В семитских языках из всех корней около 85% составляют 3-буквенные.
В таблице ниже приведены примеры слов, образованных с помощью корня K-T-B.
| Категория                                              | Название в иврите | Название в арабском | Свойства формы                     | Ивритская форма | Арабская форма   | Перевод                                                                              |
| ------------------------------------------------------ | ----------------- | ------------------- | ---------------------------------- | --------------- | ---------------- | ------------------------------------------------------------------------------------ |
| Базовая порода                                         | Paʕal (или Qal)   | فَعَلَ faʕala          | 3 лицо, м. р., ед. ч., совершенный | kataḇ כתב       | kataba كتب       | «он (на)писал»                                                                       |
| Базовая порода                                         | Paʕal (или Qal)   | فَعَلَ faʕala          | 1 лицо, мн. ч., совершенный        | kataḇnu כתבנו   | katabnā كتبنا    | «мы (на)писали»                                                                      |
| Базовая порода                                         | Paʕal (или Qal)   | فَعَلَ faʕala          | 3 л., м. р., ед. ч., несовершенный | yiḵtoḇ יכתוב    | yaktob يكتب      | «он (на)пишет»                                                                       |
| Базовая порода                                         | Paʕal (или Qal)   | فَعَلَ faʕala          | 1 л., мн.ч., несовершенный         | niḵtoḇ נכתוב    | naktob نكتب      | «мы (на)пишем»                                                                       |
| Базовая порода                                         | Paʕal (или Qal)   | فَعَلَ faʕala          | Действ. прич., м. р., ед. ч.       | koteḇ כותב      | kātib كاتب       | «пишущий»                                                                            |
| Каузативная порода                                     | Hip̄ʕil            | أَفْعَلَ afʕala         | 3 л., м. р., ед. ч., совершенный   | hiḵtiḇ הכתיב    | aktaba أكتب      | «он диктовал, заставлял писать»                                                      |
| Каузативная порода                                     | Hip̄ʕil            | أَفْعَلَ afʕala         | 3 л., м. р., ед. ч., несовершенный | yaḵtiḇ יכתיב    | yuktib يكتب      | «он заставит\заставляет писать»                                                      |
| Пассивно-каузативная порода                            | Hitpaʕʕel         | استَفْعَلَ istafʕala    | 3 л., м. р., ед. ч., совершенный   | hitkatteḇ התכתב | istaktaba استكتب | «он переписывался» (иврит), «он (по)просил (кого-то) переписать (что-то)» (араб.)    |
| Пассивно-каузативная порода                            | Hitpaʕʕel         | استَفْعَلَ istafʕala    | 3 л., м. р., ед. ч., несовершенный | yitkatteḇ יתכתב | yastaktib يستكتب | «он будет переписываться» (иврит), «он просит (кого-то) переписать (что-то)» (араб.) |
| Приставка «m-» и гласный «a» между 2-м и 3-м корневыми | mip̄ʕil            | مَفْعَل maf‘al         | имя, ед. ч.                        | miḵtaḇ מכתב     | maktab مكتب      | «письмо, послание» (иврит), «место для письма» (араб.)                               |

## 4-буквенный корень
4-буквенный (или 4-согласный) корень состоит из 4 корневых согласных. Пример такого корня — t-r-g-m, от которого образованы иуд.-арам. תרגם‎ tirgem, араб. ترجم‎ tarjama, амх. ተረጐመ täräggwämä («он переводил»). Некоторые 4-буквенные корни представляют собой повторяющуюся комбинацию из двух звуков, например ивр. דגדג‎ digdeg («щекотать») и араб. زلزل‎ zalzala («сотрясаться»).
4-буквенные корни употребляются не со всеми глагольными породами, рассчитанными на 3-буквенный корень, либо употребляются со своими собственными.
Существуют 4-буквенные корни, восходящие к 3-буквенным. Так, в арабском s-l-ṭ-n, корень глагола سلطن salṭana («править»), произошёл от существительного سلطان sulṭaːn («власть»), которое, в свою очередь, образовано от корня s-l-ṭ по модели faʕlaːn. В иврите корень מ-ס-פ-ר m-s-p-r слова מִסְפֵּר misper («нумеровать») образован от מִסְפָּר mispar («номер»), чей корень — ס-פ-ר s-p-r.
В арабских корнях с 4 и более буквами должен содержаться хотя бы 1 из «плавных» согласных, входящих в мнемонику مر بنفل MuR-BiNaFLin.

## 2-буквенные ячейки и корни
В семитских языках существует группа имён с предположительно 2-буквенными корнями. В арабском языке это проявляется менее явно — корни таких слов, как أب ʾab («отец»), أخ ʾax («брат»), دم dam («кровь») и так далее приводят к 3-буквенным (ʾbw, ʾxw, dmy), основываясь на производных словах: أبوه ʾabuːhu («его отец»), إخوة ʾixwat («братья»), دمي damiya («кровоточить»). Есть слова вроде قلب qalb («сердце»), которые в других семитских (leb в иврите, libbu в аккадском) сохранились 2-буквенными.
Существует множество рядов близких по значению корней, содержащих пару одинаковых звуков. Например, в арабском такие корни, как f-r-q («разделять»), f-r-d («отделить»), f-r-z («отобрать»), f-r-s («растерзать») и так далее содержат пару согласных f и r, которую называют 2-буквенной ячейкой, и 1 — добавочный.
Добавочные согласные обычно не связаны с каким-то определённым оттенком значения, но в отношении некоторых учёные выдвигают предположения. Так, š- в иврите (s- в арабском) бывает маркером каузатива, ʕ — спецификации и усиления, n- — возвратности. В корнях таких имён, как كلب kalb («собака»), ذئب ðiʾb («волк»), ثعلب θaʕlab («лиса») (но тж. уменьш. ثعالة θuʕaːlat), ذب ðubb («муха»), عرنب ʕarnab («заяц»), عقرب ʕaqrab («скорпион»), غراب ɣuraːb («ворон») радикал -b может быть показателем класса вредных животных — следом когда-то существовавшей системы грамматических классов в семитских языках. То же с -r/-l в названиях домашнего и дикого скота: نمر nimr («леопард»), فحل faħl («верблюд»), جمل jamal то же, ثور θawr («бык»), حمار ħimaːr («осёл»), أيل ʾayyal («дикий козёл», сейчас — «олень»), فأر faʾr («мышь»).
Некоторые корни, содержащие общую с другими 2-буквенную ячейку, сохранились только в производных и переносных значениях. Так, арабский глагол فرح fariħa («радоваться») на первый взгляд не имеет ничего общего с вышеупомянутой ячейкой fr. Однако в иврите с аналогичным корнем есть глагол פָּרַח paːraħ со значением «расцвести, раскрыться (о бутоне)», от которого, видимо, произошло значение арабского глагола.
Разные родственные корни могут образовываться от 2-буквенных ячеек следующими способами:
1. Удвоением согласного ячейки или её редупликацией;
2. Добавлением дополнительного согласного (гортанного или сонорного: ʕ, ħ, h, ʾ, r, l, m, n, либо слабого w, y) на любую позицию в корне;
3. Добавлением приставки — часто это t, s, n, h, w;
4. Перестановкой согласных, как в корнях ʕmq и mʕq «быть глубоким». В целом согласные ячеек не имеют порядка и свободно меняются местами;
5. Смешением ячеек: bataka от ячеек bt и tk;

Следует также учитывать, что некоторые звуки в древности были более похожи друг на друга. Например, в словах لجام lijaːm («узда»), شكيم šakiːm («удило»), ضغم ḍaɣama («кусать») градацию l: sh: d1 можно объяснить через реконструированные древние формы этих звуков *l:*ɬ:*ɬʼ.
Некоторые ячейки сами по себе образуют группы со схожим значением. При этом входящие в них радикалы близки в плане их акустического восприятия. Например, следующие ячейки в арабском имеют общее значение «резать, ломать[ся], делить[ся]»:
- [jz]: jzz, jzʾ, jzr, jzm, jhz, njz, jzʕ
- [jð]: jðð, jðm, jðʕ, jðl, jðr
- [jd]: jdf, jdʕ
- [xz]: xzz, xzʕ, xzq, xzl
- [xṣ]: xṣṣ, xṣm, xṣr, xṣl
- [xs]: xss, xsʾ, xsr, xsf
- [ħṣ]: ħṣṣ, ħṣr, ħṣd
- [ħṭ]: ħṭm, ħṭb
- [qṣ]: qṣṣ, qṣf, qṣm, qṣb, qṣr, qṣʕ, qṣl
- [qḍ]: qḍḍ, nqḍ, qwḍ, qḍm, qḍb
- [qṭ]: qṭṭ, sqṭ, qṭʕ, qṭb, qṭl, qṭm, qṭf
- [ks]: kss, ksks, ksħ, ksm, ksr, ksf, nks
- прочие корни: qsm, wqẓ, nqd, qtl, mzq, mzʕ, nkθ, kdm, kšm, ħšm, ħsm